# 西紐波特 (英國國會選區)
西紐波特（英語：Newport West），英國國會一自治市選區，位於威爾斯南部的紐波特西部。始設於1983年。
本區1987年前的議員是保守黨的馬克·羅賓遜，此後議員是工黨的保羅·弗林。2010年大選中他以41.3%選票勝出該區六度連任。